# Paint It Black
«Paint It, Black» («Покрасить это в чёрный») — сингл британской рок-группы The Rolling Stones из альбома Aftermath, выпущенный 13 мая 1966 года.
Изначально название песни писалось без запятой: «Paint It Black». Кит Ричардс заявлял, что запятую добавил лейбл Decca Records.
Считается, что песня написана Миком Джаггером и Китом Ричардсом, хотя написанию риффа способствовал и Брайан Джонс.
Сингл достиг первой строчки как в хит-парадах Соединенных Штатов, так и в чартах Великобритании в 1966 году. В 2004 году журнал Rolling Stone поставил «Paint It Black» на 174‑ю строчку списка «500 величайших песен всех времён».
Песня имеет множество кавер-версий.

## Персоналии
- Мик Джаггер — вокал
- Брайан Джонс — ситар
- Кит Ричардс — гитара, бэк-вокал
- Билл Уаймэн — бас-гитара
- Чарли Уоттс — барабаны
- Джек Ницше — клавиши

## Позиции в чартах
| Чарт (1966)          | Позиция |
| -------------------- | ------- |
| Canada RPM Chart     | 1       |
| Dutch Top 40         | 1       |
| Irish Singles Chart  | 2       |
| UK Singles Chart     | 1       |
| US Billboard Hot 100 | 1       |
| Чарт (1990)          | Позиция |
| Dutch Top 40         | 1       |

## Кавер-версии
- Крис Фарлоу исполнил эту песню в 1966 году в третьем альбоме The Art of Chris Farlowe[англ.], а также в 1968 году в альбоме-саундтреке Tonite Lets All Make Love in London[англ.] и сингле IM071 «Paint It Black» / «I Just Need Your Loving» (1968).
- Венгерская группа Omega записала кавер-версию в 1966 году.
- Эрик Бёрдон спел эту песню в 1967 году в составе группы Eric Burdon & The Animals (дебютный альбом Winds of Change).
- Эрик Бёрдон исполнил эту песню и в 1970 году, уже в составе группы Eric Burdon & War’s (в том числе живая запись на немецком ТВ, длительностью 12:40[8] (длина оригинальной альбомной версии 13:41)).
- Американская группа W.A.S.P. записала кавер песни, выпустив его на сингле «L.O.V.E. Machine» 1984 года. Также песня вошла в ремастерированное переиздание дебютного альбома W.A.S.P. 1998 года.
- Британская сайкобилли-группа The Krewmen записала кавер-версию данной песни и выпустила её на второй стороне EP Forbidden Planet 1992 года, а впоследствии — на сборнике синглов Singled Out 1994 года
- Песня исполнялась группой Nautilus Pompilius на концертах 1993 года.
- Немецкая группа Darkseed в 1996 году записала кавер-версию, которая была издана в 2005 на втором диске альбома Ultimate Darkness.
- Британский гитарист Гленн Типтон записал версию песни в своём сольном альбоме Baptizm Of Fire 1997 года.
- Композиция была переработана и записана немецкой группой Rage в 1998 году в альбоме XIII.
- Кавер-версия песни записана в исполнении группы Sister Sin (альбом Dance Of The Wicked,2003).
- Свой кавер на песню записала также молдавская группа Zdob si Zdub (альбом Ethnomecanica, 2006).
- Специально записанная Джонни Лэнгом (Джонни Лэнгом[англ.]) кавер-версия композиции была использована в саундтреке к фильму «For Love of the Game».
- Французская певица Мари Лафоре записала кавер-версию на французском языке под названием «Marie Douceur, Marie Colère».
- Кавер-версия песни была записана певицей Сиарой для саундтрека к фильму «Последний охотник на ведьм».
- Американская хэви-метал группа Vicious Rumors записала кавер песни, выпустив его на EP The Voice 1994 года.
- Британская группа Deep Purple исполняла свою версию данной композиции на своих концертах.
- Рамин Джавади использует мелодию в звуковом сопровождении сериала WestWorld.
- Дэвид Гарретт записал кавер-версию (альбом Alive) в 2020 г.
- Ингви Мальмстин записал свою версию в альбоме Blue Lightning в 2019.
- Saxon выпустили свою версию в альбоме Inspirations в 2021.
- Удо Диркшнайдер записал свою версию в альбоме My Way в 2022 г.
- Американская группа Jody Grind записала кавер-версию в своём дебютном альбоме One Step On в 1969 году.
- Канадская рок-группа Sum 41 записала кавер-версию в своём последнем альбоме Heaven :x: Hell 2024 года.